# غيرسون مايين
غيرسون مايين (بالإسبانية: Gerson Mayén)‏ (بالإنجليزية: Gerson Mayen)‏ (9 فبراير 1989 بلوس أنجلوس في الولايات المتحدة - ) هو لاعب كرة قدم سلفادوري وأمريكي في مركز الوسط. شارك مع منتخب الولايات المتحدة تحت 20 سنة لكرة القدم ومنتخب السلفادور لكرة القدم. أما مع النوادي، فقد لعب مع نادي شيفاز يو إس أي وLA Laguna FC ‏ وSanta Tecla F.C. ‏ ونادي سانتانيكوس أسوشيتد وفورت لودردايل سترايكرز وFort Lauderdale Strikers (2006–2016) ‏.

## روابط خارجية
- غيرسون مايين على موقع الدوري الأمريكي (الإنجليزية)
- غيرسون مايين على موقع قاعدة بيانات كرة القدم.إي يو (الإنجليزية)
- غيرسون مايين على موقع ناشيونال فوتبول تيمز (الإنجليزية)
- غيرسون مايين على موقع Soccerway.com (الإنجليزية)
- غيرسون مايين على موقع AS.com (الإسبانية)